# Jan Smiřický
Jan Smiřický († 7. září 1453 Staré Město pražské) byl jedním z husitských hejtmanů pražského svazu, patřil ke konzervativním kališníkům. V období po husitských válkách zachovával většinou pozici neutrála a v různých jednáních působil jako prostředník. Byl členem rady zemského správce Jiřího z Poděbrad, kterého později zradil, za což byl popraven.

## Život
Jan Smiřický pocházel z málo významného zemanského rodu (jeho šlechtický původ byl dokonce zpochybňován). Poprvé je zmiňován v roce 1415 jako jeden z vyšehradských manů, své působení i později svázal s Prahou. Jako hejtman pražského svazu se v letech 1421–1422 zúčastnil tažení proti Zikmundovým stoupencům ve středních Čechách, bojů u Kutné Hory proti druhé křížové výpravě i obléhání Karlštejna. S oddíly pražanů bojoval ještě v bitvě u Ústí nad Labem v roce 1426.
V roce 1422 byl jedním z devatenácti rozhodčích, kteří měli omezit vzrůstající vliv Jana Želivského v Praze. Na svatohavelském sněmu v roce 1423 se stal členem sboru 12 zemských hejtmanů. Patřil ke konzervativnímu panskému křídlu a byl přívržencem Zikmunda Korybutoviče. Po Korybutově zajetí radikální částí Pražanů v roce 1427 se zapojil do spiknutí kališnických i katolických pánů pod vedením Hynka Koldštejnského, jehož cílem bylo provést v Praze převrat. Plán však prozradil svým pražským přátelům Vilém Kostka z Postupic, takže strana Jana Rokycany byla připravena a útočníci neuspěli. Jan Smiřický skončil ve vězení, kde zůstal asi tři měsíce (podle některých zdrojů mu z vězení pomohla uprchnout jakási žena). Následně vypověděl Pražanům nepřátelství, které ještě během roku 1428 skončilo smírem.
V dalším období působil Smiřický hlavně na diplomatickém poli, účastnil se jednání se zástupci basilejského koncilu i se Zikmundem Lucemburským. Po Zikmundově smrti zůstal věrný jeho nástupci Albrechtovi, v období bezvládí po roce 1440 se stal vedle Jiřího z Poděbrad druhým hejtmanem boleslavského landfrýdu. Ve sporech mezi Jednotou poděbradskou a Jednotou strakonickou zachovával spíše neutralitu nebo lavíroval, vystupoval i v roli prostředníka při jednáních. V roce 1451 byl členem delegace, která vyjednávala ve Vídni s římským králem Fridrichem o vydání Ladislava Pohrobka do Čech, o rok později se stal jedním z 11 členů poradního sboru zemského správce Jiřího z Poděbrad. Když však měl Ladislav přijet do země, poslal mu přes jeho poručníka Ulricha Celjského dopis, kterým ho před Čechy varoval. Celjský však dopis poslal Jiříkovi, který rozhodl o okamžité popravě zrádce. Smiřický byl bez soudu veřejně popraven na Staroměstském náměstí.

## Rodina a državy
Jan byl prvorozeným synem Václava ze Smiřic, zakladatele rodu; měl mladšího bratra Jindřicha a sestru Kateřinu. Rodové majetky výrazně rozmnožil: měl v zástavě mimo jiné arcibiskupskou Roudnici, bezdězské panství a Bělou, získal Helfenburk, Housku, Jestřebí a Lysou nad Labem. S manželkou Markétou z Michalovic měl syny Václava a Jindřicha. Jejich poručníky byly po jeho smrti ustanoveni Jan mladší z Rabštejna a Zdeněk ze Šternberka (který se poručnictvím nemálo obohatil).